# جزیره پینتا
جزیره پینتا (اسپانیایی: Isla Pinta‎) که با نام جزیره آبینگدون (Abingdon Island) نیز شناخته می‌شود، یکی از جزایر کوچک آتشفشانی در مجمع‌الجزایر گالاپاگوس است که در اقیانوس آرام و در غرب کشور اکوادور قرار دارد. این جزیره به دلیل لاک‌پشت غول‌پیکر پینتا که منقرض شده است، شهرت دارد. آخرین لاک‌پشت شناخته شده از این گونه، معروف به «جورج تنها»، در سال ۲۰۱۲ درگذشت.
جزیره پینتا به دلیل فعالیت‌های آتشفشانی شکل گرفته است و دارای چشم‌اندازهای ناهموار با جریان‌های گدازه خشک شده و پوشش گیاهی کم است. این جزیره زیستگاه برخی از گونه‌های منحصر به فرد دیگر مانند ایگوانای دریایی، شیر دریایی گالاپاگوس و پرندگان دریایی مختلف است.
در گذشته، این جزیره به شدت تحت تأثیر فعالیت‌های انسانی، از جمله معرفی گونه‌های غیربومی مانند بز قرار گرفت که به‌طور قابل توجهی به محیط زیست آسیب رساندند. با این حال، تلاش‌های حفاظتی برای بازگرداندن جزیره به حالت طبیعی آن در حال انجام است و جمعیت بز با موفقیت ریشه‌کن شده است.
امروزه، جزیره پینتا یک منطقه حفاظت شده است و دسترسی به آن محدود به محققان و دانشمندانی است که تنوع زیستی منحصر به فرد آن را مطالعه می‌کنند.